# Autoroute A4 (Slovénie)
Pour les articles homonymes, voir A4 et Autoroute A4.
L'autoroute A4 (slovène : Avtocesta A4) est une autoroute slovène de 21,5 km allant de l'A1 (au sud de Maribor) à Ptuj. La section de Ptuj à la frontière croate, longue de 12,2 km est en construction.

## Histoire
La construction de l'autoroute a commencé en 2007. La section entre l'A1 et Ptuj a été mise en service le 16 juillet 2009.

## Parcours
- Échangeur entre A4 et A1 ( 7) : Ljubljana, Maribor
- 1 : Aéroport, Orehova vas (en)
- 2 : Marjeta na Dravskem Polju (en), Dobrovce (en), Starše
- 3 : Zlatoličje (en), Kungota pri Ptuju (en), Starše
- 4 : Hajdina, Ptuj-center, Ptujska Gora (en), Kidričevo, Slovenska Bistrica
- 5 : Ptuj-vzhod, Ormož, Varaždin

## Route européenne
- E59